# Hiroshi Ishii (informático)
Hiroshi Ishii (石井 裕, Ishii Hiroshi, 4 de febrero de 1956) es un informático japonés. Es profesor del Instituto Tecnológico de Massachusetts. Ishii fue pionero de la interfaz de usuario tangible en el campo de la interacción persona-ordenador con el artículo "Tangible Bits: Towards Seamless Interfaces between People, Bits and Atoms", escrito junto con estudiante de doctorado, Brygg Ullmer.

## Biografía

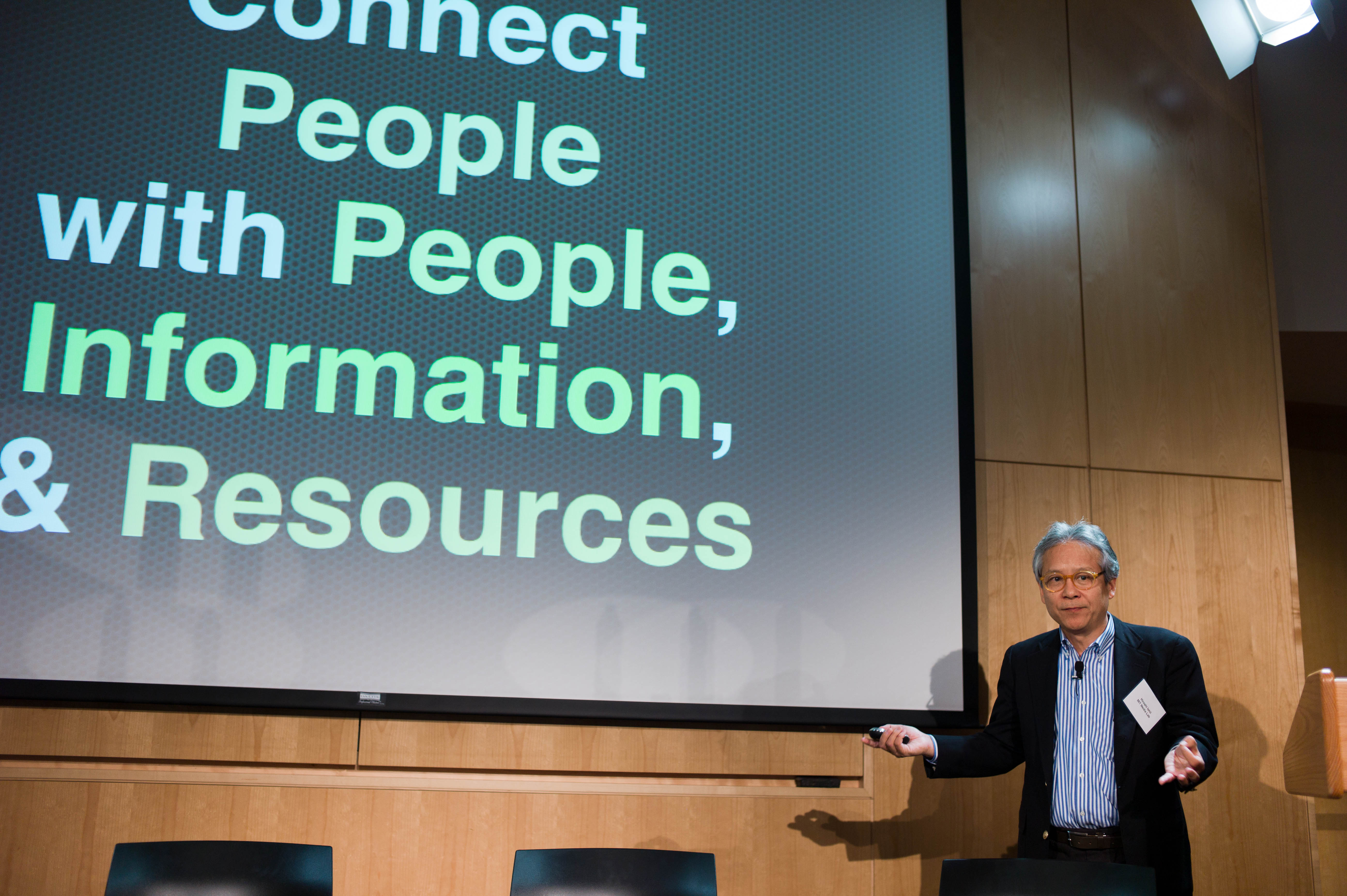
En Boston encima 6 de abril de 2012

Ishii nació en Tokio y se crio en Sapporo. Se licenció en ingeniería electrónica y obtuvo un máster y un doctorado en ingeniería informática en la Universidad de Hokkaido, en Sapporo (Japón).
Hiroshi Ishii fundó el Tangible Media Group y puso en marcha su proyecto Tangible Bits en 1995, cuando se incorporó al MIT Media Laboratory como profesor de Artes y Ciencias de la Comunicación. Ishii se trasladó desde los Laboratorios de Interfaz Humana NTT de Japón en Yokosuka, donde había dejado su huella en la Interacción Humana con el Ordenador (HCI) y el Trabajo Cooperativo Asistido por Ordenador (CSCW) a principios de la década de 1990. Ishii fue elegido miembro de la Academia CHI en 2006.
Actualmente imparte la clase MAS.834 Interfaces Tangibles en el Media Lab.